# Bolzano
Bolzano (em italiano Bolzano, em alemão Bozen) é uma comuna italiana da região do Trentino-Alto Ádige, província de Bolzano, com 101.512 habitantes. Estende-se por uma área de 52,34 km², tendo uma densidade populacional de 1.939  hab/km². Faz fronteira com Eppan an der Weinstrasse/Appiano sulla Strada del Vino, Karneid/Cornedo all'Isarco, Laives/Leifers, Deutschnofen/Nova Ponente, Ritten/Renon, Jenesien/San Genesio Atesino, Terlan/Terlano, Vadena/Pfatten.
Era conhecida como Pons Drusi ("Ponte de Druso") durante o período romano. Uma vila próxima era chamada de Bausanum ou Bausana.

## Demografia
| Variação demográfica do município entre 1811 e 2011                               |
|                                                                                   |
| Fonte: Istituto Nazionale di Statistica (ISTAT) - Elaboração gráfica da Wikipedia |

## Imagens

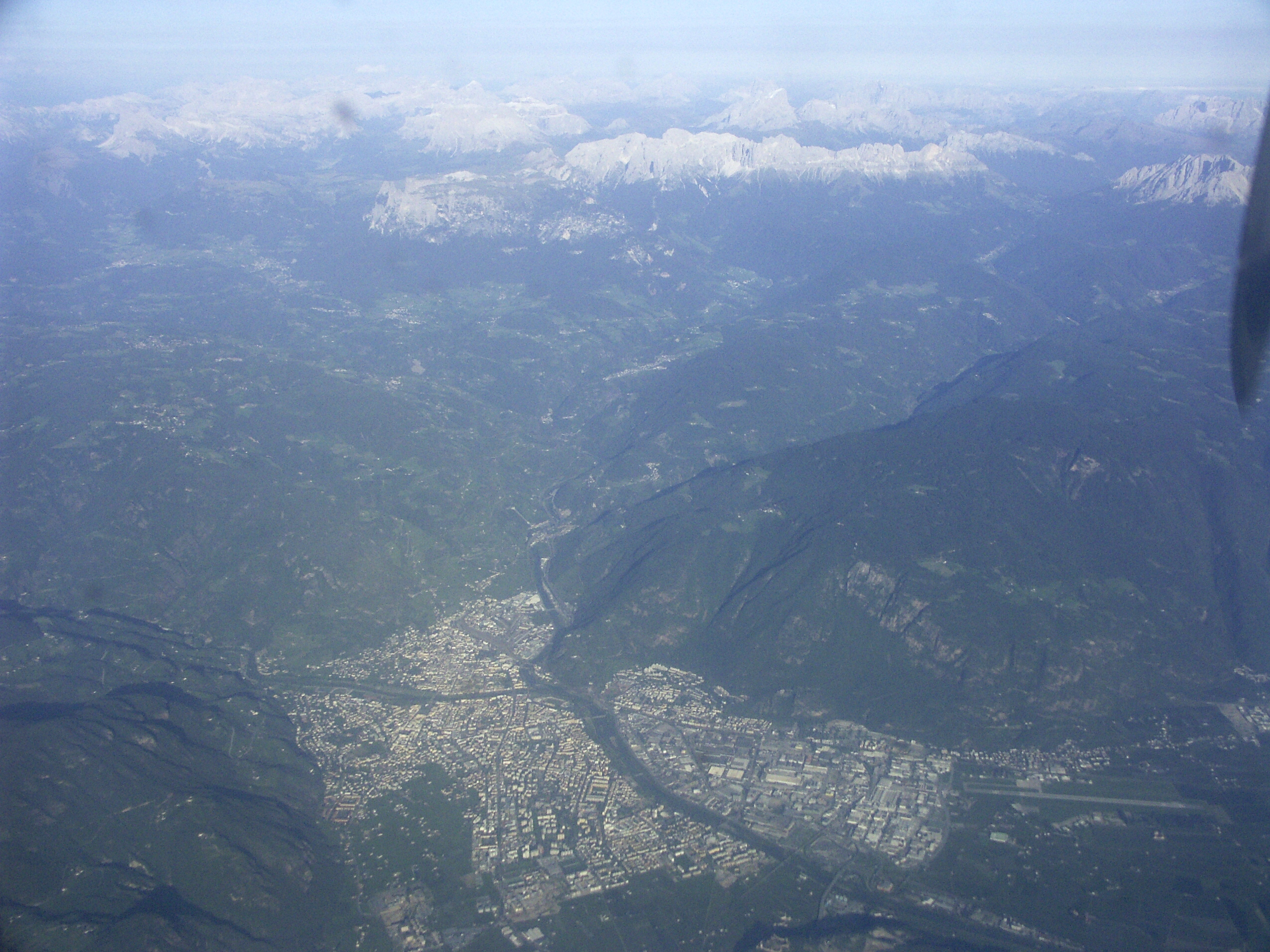
Bolzano / Bozen - Vista aérea
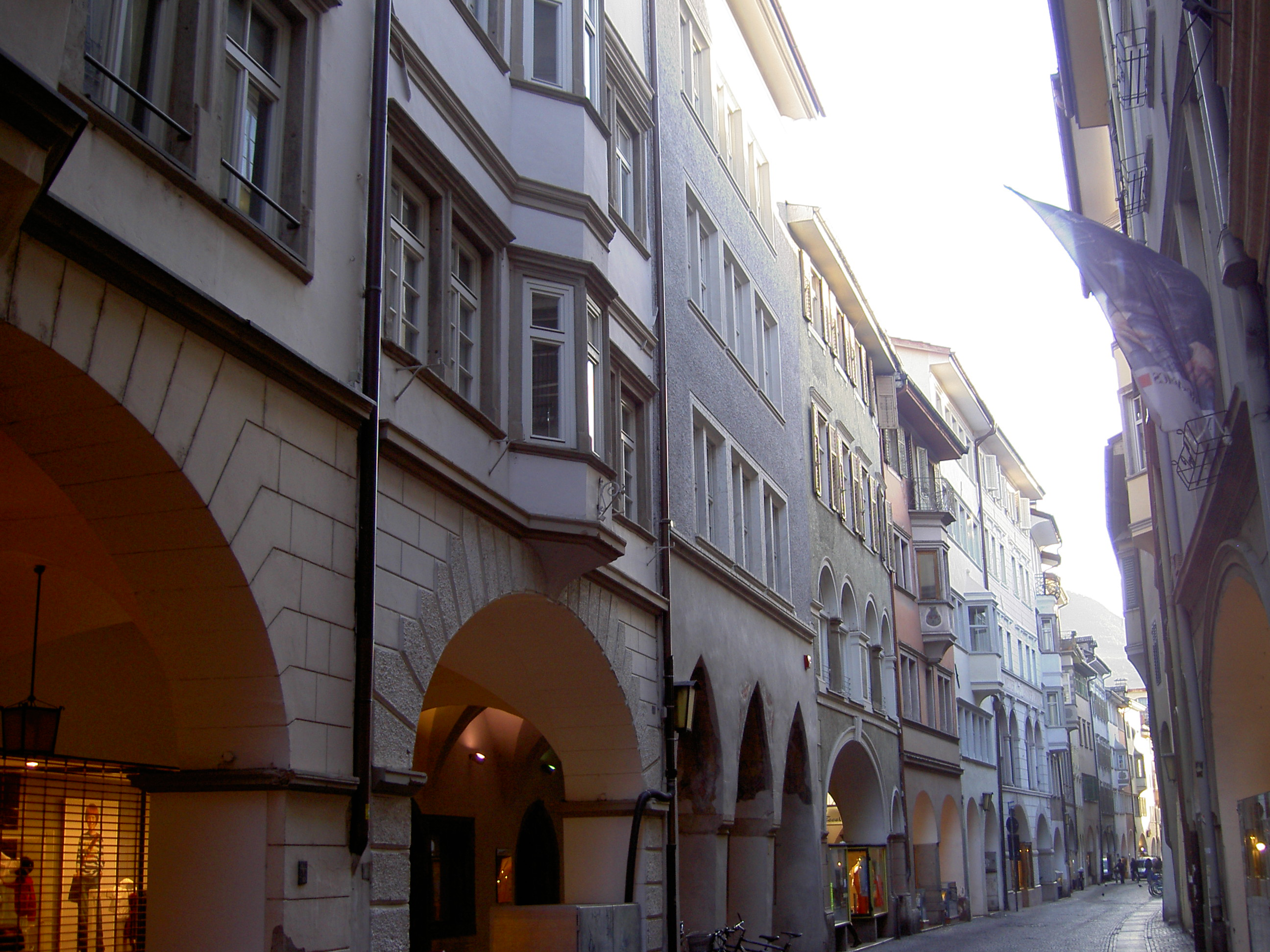
Bolzano / Bozen: Pórticos